# Paul da Serra
Paul da Serra  es la mayor y más extensa meseta de la isla de Madeira, en Portugal con cerca de 24 km², y con una altitud media de aproximadamente 1500 metros. Su punto más elevado es el pico Ruivo do Paul, con 1640 metros, desde donde se puede admirar la extensión de toda la meseta. En días de buena visibilidad, se puede observar el mar de la costa sur y norte.
La Paul da Serra es considerada la más importante área de recarga de aguas subterráneas de la isla, debido a que su estructura plana facilita la filtración de una parte significativa de la elevada precipitación anual, al mismo tiempo que retarda el escurrimiento superfical en dirección al mar.